# Széchenyihegy
Széchenyihegy ([ˈseːtʃeːɲihɛɟ]) est un quartier de Budapest situé dans le 12e arrondissement de Budapest au cœur des collines de Buda sur le Széchenyi-hegy. Le quartier est accessible par le Fogaskerekű. C'est à son terminus que se situe la Gare de Széchenyi-hegy d'où part le Gyermekvasút vers Hűvösvölgy.